# Festelektrolyt
Ein Festelektrolyt, auch Festkörperelektrolyt, Feststoffelektrolyt oder fester Ionenleiter genannt, ist ein Feststoff, in dem mindestens eine Ionensorte so beweglich ist, dass ein durch diese Ionen getragener elektrischer Strom fließen kann. Festelektrolyte sind elektrisch leitend, aber sie haben im Gegensatz zu Metallen keine oder nur eine geringe elektronische Leitfähigkeit. Festelektrolyte sind zentrale Bestandteile von Hochtemperatur-Brennstoffzellen, Festkörperakkumulatoren und -batterien wie der Lithium-Iod-Batterie und einiger Sensoren, insbesondere der Lambdasonde, die in vielen Kraftfahrzeugen eingesetzt wird.
Die Wissenschaft von den Festelektrolyten und ihrer Leitfähigkeit wird Festkörperionik genannt; zur Entdeckungsgeschichte der Festelektrolyte siehe dort.

## Leitfähigkeitswerte
In den meisten Ionenkristallen können sich einzelne Ionen bewegen, so dass eine geringe Ionenleitfähigkeit besteht. Von einem Festelektrolyten oder festen Ionenleiter spricht man gewöhnlich erst, wenn die elektrische Leitfähigkeit σ  mindestens im Bereich 10−10 ≤ σ ≤ 10−4 S/cm liegt.
Festelektrolyte mit besonders hoher Leitfähigkeit nennt man schnelle Ionenleiter oder Superionenleiter, sie können z. B. eine Leitfähigkeit im Bereich 10−4 ≤ σ ≤ 10−1 S/cm haben. Die meisten bekannten Superionenleiter bestehen aus einem Kristallgitter mit großen Anionen, in denen relativ kleine Kationen wie Ag+, Cu+ oder Li+ eine hohe Beweglichkeit aufweisen.
Verschiedene Autoren grenzen den Bereich der Superionenleiter unterschiedlich ab, so werden auch als Superionenleiter oder schnelle Ionenleiter bezeichnet:
- „alle Substanzen, die weit unterhalb ihres Schmelzpunktes Ionenleitfähigkeiten größer als 0,1 S/cm zeigen,“[2] oder
- solche, die bei Raumtemperatur oder nahe davon eine Leitfähigkeit von ca. 0,01 S/cm haben.[3]

## Arten
Eine Einteilung der Festelektrolyte kann nach dem beweglichen Ion erfolgen:
- Anionenleiter, z. B. Oxid- oder Fluorid-Ionenleiter (s. u.)
- Kationenleiter, z. B. Protonen-, Silber-, Lithium- und Natrium-Ionenleiter (s. u.)
- organische Festelektrolyte, die zumeist auf Polymeren basieren
- anorganische kristalline oder amorphe Festelektrolyte.

Das wohl wichtigste Beispiel für einen Oxidionenleiter ist mit Yttrium stabilisiertes Zirkoniumdioxid, das in Lambdasonden oder bei 650–1000 °C in Festoxidbrennstoffzellen eingesetzt wird.
Der wichtigste Fluoridionenleiter besteht aus dotiertem Lanthanfluorid.
Als Natriumionenleiter wird Natrium-β-aluminat verwendet.

### „Feste Elektrolyte“ bei Elektrolytkondensatoren
Die herkömmlichen, schon seit 1896 bekannten Elektrolytkondensatoren enthalten einen flüssigen Elektrolyten. Das gilt auch für die „trockenen“ Aluminium-Elektrolytkondensatoren, bei denen Papier mit flüssigem Elektrolyten getränkt wird, so dass er nicht mehr so leicht auslaufen kann.
Der flüssige Ionenleiter kann durch einen elektronenleitenden Feststoff, z. B. ein leitendes Polymer, ersetzt werden. Dieser wird dann „fester Elektrolyt“ genannt, obwohl es sich – abweichend von der üblichen, o. g. Definition eines festen Elektrolyten – um Elektronenleiter und nicht um Ionenleiter handelt. Solche in Kondensatoren verwendeten „Festelektrolyte“ sind vor allem die organischen Polymere Poly-3,4-ethylendioxythiophen (PEDOT) und Polypyrrol (PPy) oder ein anorganisches Oxid, nämlich das halbleitende Mangandioxid MnO2.

## Anwendungsbeispiele
Das zentrale Bauteil vieler ionenselektiver Elektroden ist die ionenselektive Membran, die zumeist durch einen Festelektrolyten gebildet wird. Beispielsweise besteht bei der fluoridselektiven Elektrode die für Fluoridionen empfindliche Membran aus einem Fluoridionenleiter, gewöhnlich einem Lanthanfluorid-Einkristall.
Weitere Anwendungen für Festelektrolyte sind die Membranen vieler Brennstoffzellen oder vieler Sensoren für Gase, z. B. in CO2-Sensoren. Auch einige galvanische Zellen bzw. Batterien nutzen feste Elektrolyte, insbesondere Dünnfilmbatterien, Natrium-Schwefel-Akkumulatoren und die Zebra-Batterie. Eine wichtige, seit 1972 eingesetzte Art einer Lithiumbatterie mit einem Lithiumiodid-Festelektrolyten ist die in den meisten Herzschrittmachern verwendete Lithium-Iod-Batterie. Festelektrolyt-Zellen können für thermodynamische Messungen eingesetzt werden. Auch für Heizelemente oder Lichtquellen in oxidierenden Gasen einschließlich Luft werden sie verwendet, z. B. in Form der Nernstlampe.